# زمین‌لرزه فوریه ۱۹۶۹ چین
زمین‌لرزه چین  در تاریخ ۱۱ فوریه ۱۹۶۹ میلادی، برابر با ‎۲۲ بهمن ۱۳۴۷، ساعت ۲۲:۰۸:۵۳ به زمان یوتی‌سی در چین رخ داد. ژرفای این زلزله ۱۳٫۱ کیلومتر بود. بزرگی آن ۷٫۱ در مقیاس ریشتر اعلام شده‌است. زمین‌لرزه به وقت محلی در روز چهارشنبه، ساعت ۶ روی داده و منطقه زمانی آن یوتی‌سی +۸ بوده‌است .
سازمان زمین‌شناسی آمریکا نیز جای این زمین‌لرزه را در مختصات ۴۱°۲۷′۰۰″شمالی ۷۹°۲۲′۰۱″شرقی / ۴۱٫۴۵°شمالی ۷۹٫۳۶۷°شرقی و بزرگی آنرا برابر با ۶٫۳ در مقیاس ریشتر اعلام کرده‌است. ژرفای گزارش شده از سوی این سازمان ۱۰ کیلومتر می‌باشد.
شمار کشتگان زلزله حدود ۲ نفر بوده‌است.